# Alianza por Alemania
La Alianza por Alemania (alemán: Allianz für Deutschland) fue una coalición electoral de oposición en Alemania Oriental. Fue fundada el 5 de febrero de 1990, con el propósito de participar en las elecciones generales del 18 de marzo representando al sector derechista del espectro político de la RDA.

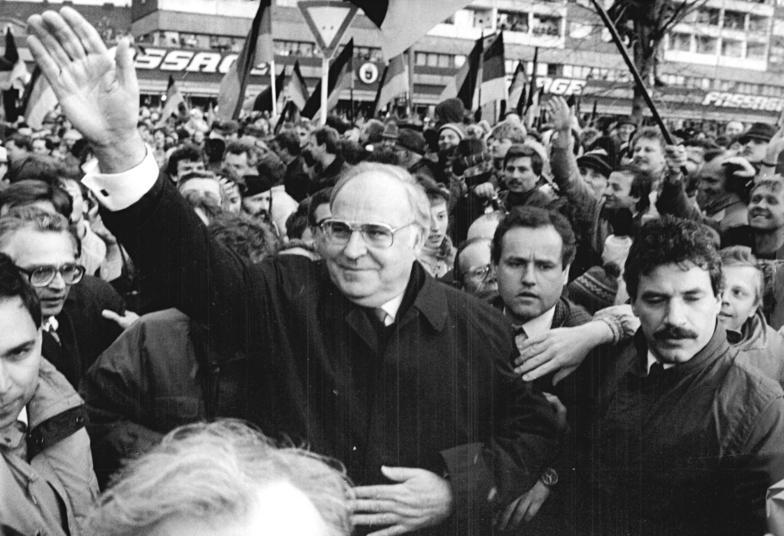
Helmut Kohl en un mitin de la Alianza por Alemania en Karl-Marx-Stadt (1990).

Estaba formada por la Unión Demócrata Cristiana (CDU), la Unión Social Alemana (DSU) y el movimiento político Despertar Democrático (DA). El Partido Foro Alemán fue invitado a unirse, aunque se negó.
La Alianza por Alemania fue la clara ganadora de las elecciones generales de 1990, con el 48,2% de los votos (CDU 40.9%; DSU 6.3%; DA 0.9%), obteniendo 192 de los 400 escaños de la Volkskammer. Debido a que la coalición no logró mayoría absoluta, se vio obligada a formar una gran coalición con el Partido Socialdemócrata en la RDA (SPD) y la Asociación de Demócratas Libres (BFD), llegando al poder con el primer ministro Lothar de Maizière.
Tras la reunificación de Alemania, la coalición se disolvió.